# Réinstallation à l'Est
Ne doit pas être confondu avec Umsiedler.

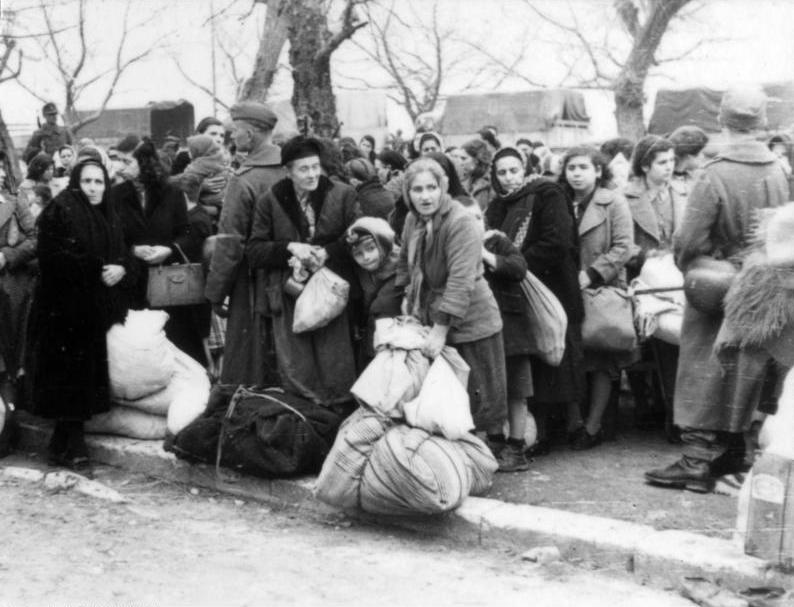
Déportation de Juifs issus de l'État grec, mars 1944.

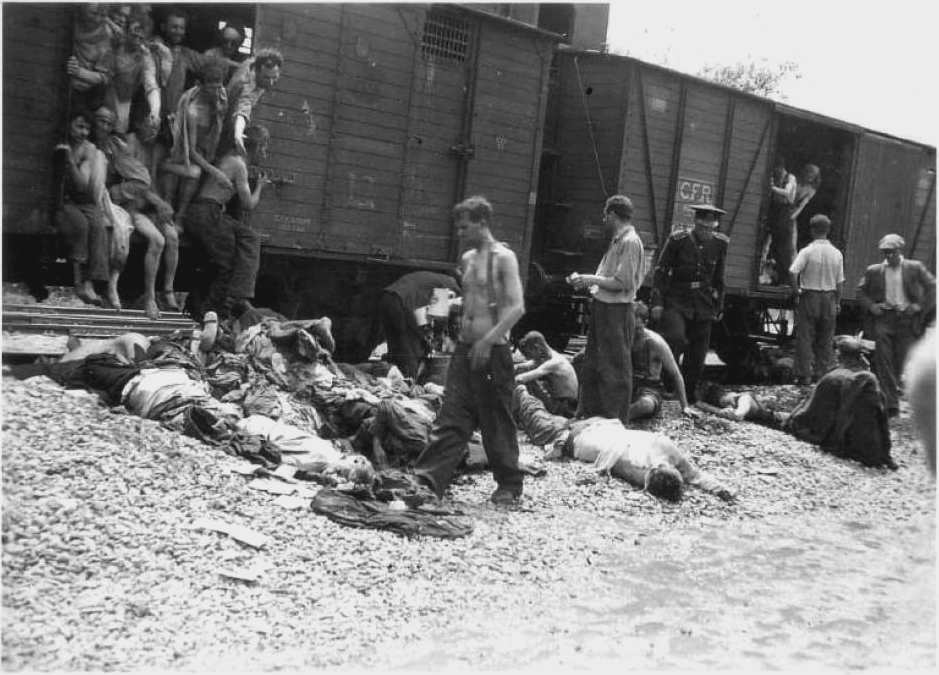
Retrait des cadavres de victimes juives du pogrom de Iași et des trains de la Shoah en Roumanie.

L'expression « réinstallation à l'Est » (allemand : Umsiedlung nach (dem) Osten) était un euphémisme nazi désignant la déportation de personnes juives et d'autres catégories de personnes — comme les Roms — vers les centres d'extermination et les autres lieux d'exécution dans le processus de la Shoah (« solution finale »),. Les nazis recourent à cet euphémisme dans l'intention de duper leurs victimes en leur faisant croire qu'elles seraient « réinstallées » ailleurs, typiquement dans un camp de travail ; toutefois, ces victimes n'accordent pas toutes foi à cette déclaration. Les Allemands recourent aussi au terme « évacuation », qui laisse entendre la soustraction au danger, toujours dans l'intention de brouiller les pistes. Les Juifs ont la permission d'emporter des bagages légers mais ceux-ci sont chargés séparément ; les trains qui les contiennent restent souvent en gare, pour que les criminels puissent ensuite les fouiller à leur guise une fois les passagers partis[précision nécessaire]. Les Juifs allemands et leurs bagages sont récupérés ouvertement, à la vue du public, avant leur transport vers une gare locale. Afin de conserver les apparences, les autorités remettent des reçus et les bagages sont chargés sur un convoi séparé avant d'être dépouillés une fois que les propriétaires sont assassinés,.

## Trains de la Shoah

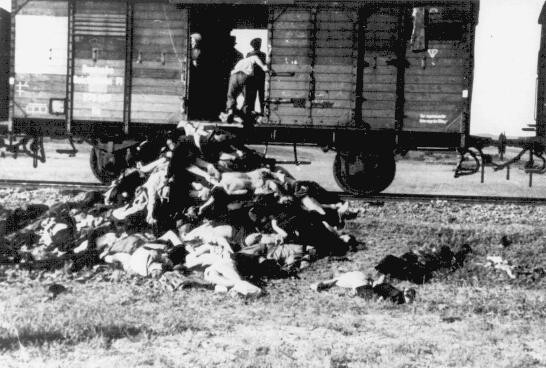
Des Roumains retirent des cadavres de victimes juives déportées depuis Iași après un pogrom.

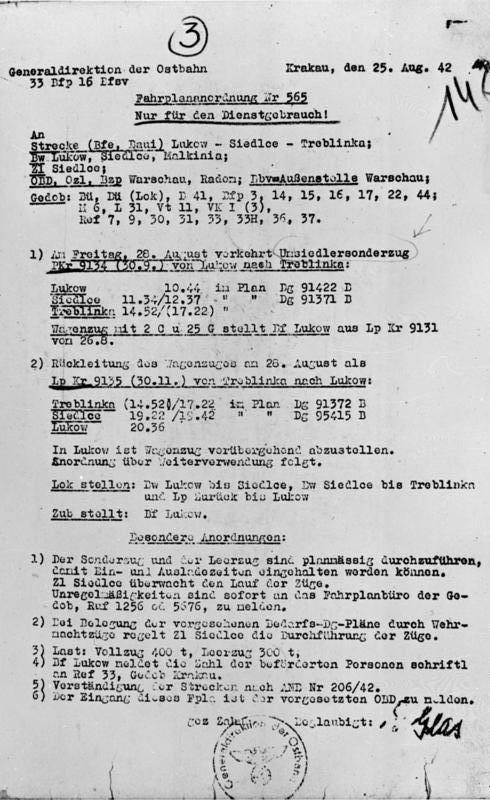
Document nazi qui détaille les déportations vers le centre d'extermination de Treblinka.

La plupart des victimes sont convoyées vers leur mort dans des trains de la Reichsbahn, à bord de wagons à bestiaux verrouillés et sans fenêtres, dépourvus de toute installation sanitaire (sauf un seau dans un coin) ; les déportés ne reçoivent aucune boisson ni aucune nourriture, sauf s'ils ont pu en emporter sur eux. Ces wagons, conçus pour transporter des animaux de type moutons ou vaches, n'avaient jamais été prévus pour des passagers. Les Allemands estimaient que chaque wagon pouvait contenir seulement 50 personnes mais, en temps normal, ils y faisaient monter entre 100 et 150 victimes. Ce surnombre important ne permettait à personne de s'asseoir, ce qui aggravait l'inconfort des victimes, forcées de rester debout pendant de longs intervalles. Il était aussi impossible de se mouvoir librement. Les trains de la Shoah correspondaient à un faible niveau de priorité dans le système ferroviaire et, par conséquent, de nombreux convois nécessitaient plusieurs jours pour atteindre leur sombre destination, ce qui aggravait le taux de mortalité à bord. Les nazis n'offrant aucune denrée, de nombreuses victimes sont mortes de déshydratation (évanouissement, perte de conscience puis décès). Les opérateurs des chemins de fer n'essayaient en aucune manière de soulager les victimes de ces conditions extrêmes. Un traitement similaire était appliqué au sein des camps de concentration nazis à titre de punition contre les prisonniers.
C'est Adolf Eichmann qui loue les trains de la Shoah et la Reichsbahn exige que le prix des trajets simples soit réglé par les victimes. Les convois se dirigent vers les camps de la mort en Pologne occupée, à Chełmno, à Bełżec, à Treblinka, à Majdanek et à Auschwitz ; toutefois, les premiers convois de 1939 et 1940 se rendent aussi aux ghettos en Europe de l'Est, où les victimes sont habituellement assassinées par les Einsatzgruppen que dirige Reinhard Heydrich. La ration normale dans les camps nazis et les ghettos provoque une sous-nutrition : les prisonniers reçoivent chaque jour une quantité de nourriture insuffisante pour vivre. Les conditions de trajet dans les trains de la Shoah sont si féroces que de nombreuses victimes meurent pendant leur voyage vers les camps, surtout si celui-ci prend de nombreuses journées. Les wagons à bestiaux où s'entassaient les prisonniers étaient dépourvus de tout chauffage en hiver et toute ventilation en été ; aussi les victimes sont-elles exposées à la déshydratation, à l'hypothermie ou au coup de chaleur. Il est très courant que les personnes âgées ou malades et les enfants périssent ; leurs corps sont retirés du convoi au premier arrêt. Pour préserver la fiction d'une réinstallation, des gardes remettent à certaines victimes des cartes postales pour écrire à leurs proches et dictent aux prisonniers le contenu de la lettre, qui évoque une « réinstallation » réussie. La tromperie est maintenue jusque dans les camps d'extermination : à Treblinka et à Sobibór se trouvaient de fausses gares, équipées de panneaux indicateurs et d'une horloge (l'aiguille est peinte sur le cadran) et de pots de fleurs pour rassurer les victimes qui y étaient parvenues.

## Einsatzgruppen
Les rapports des Einsatzgruppen vont jusqu'à recenser les Juifs exécutés localement comme ayant été « réinstallés » : « l'expression euphémisante réinstallation (ausgesiedelt) était comprise comme porteuse d'une autre sémantique (erschossen ou  hingerichtet : fusillé ou exécuté) ». Pendant la guerre, la presse clandestine polonaise avait déjà prévenu les médias étrangers de ne pas prendre pour argent comptant les annonces de réinstallation. Les négationnistes de la Shoah prétendent que cette expression, présente dans les archives nazies, renvoie bel et bien à la réinstallation de Juifs et non à leur assassinat ; toutefois, les historiens rejettent ces affirmations.